# بشری عبدالنداف
بشری عبدالنداف (انگلیسی: Bushara Abdel-Nadief؛ زادهٔ ۱۹۴۷) بازیکن فوتبال اهل سودان بود.
وی به‌همراه تیم ملی فوتبال سودان در بازی‌های المپیک تابستانی ۱۹۷۲ شرکت کرده‌است.